# Reinhard Kleinmann

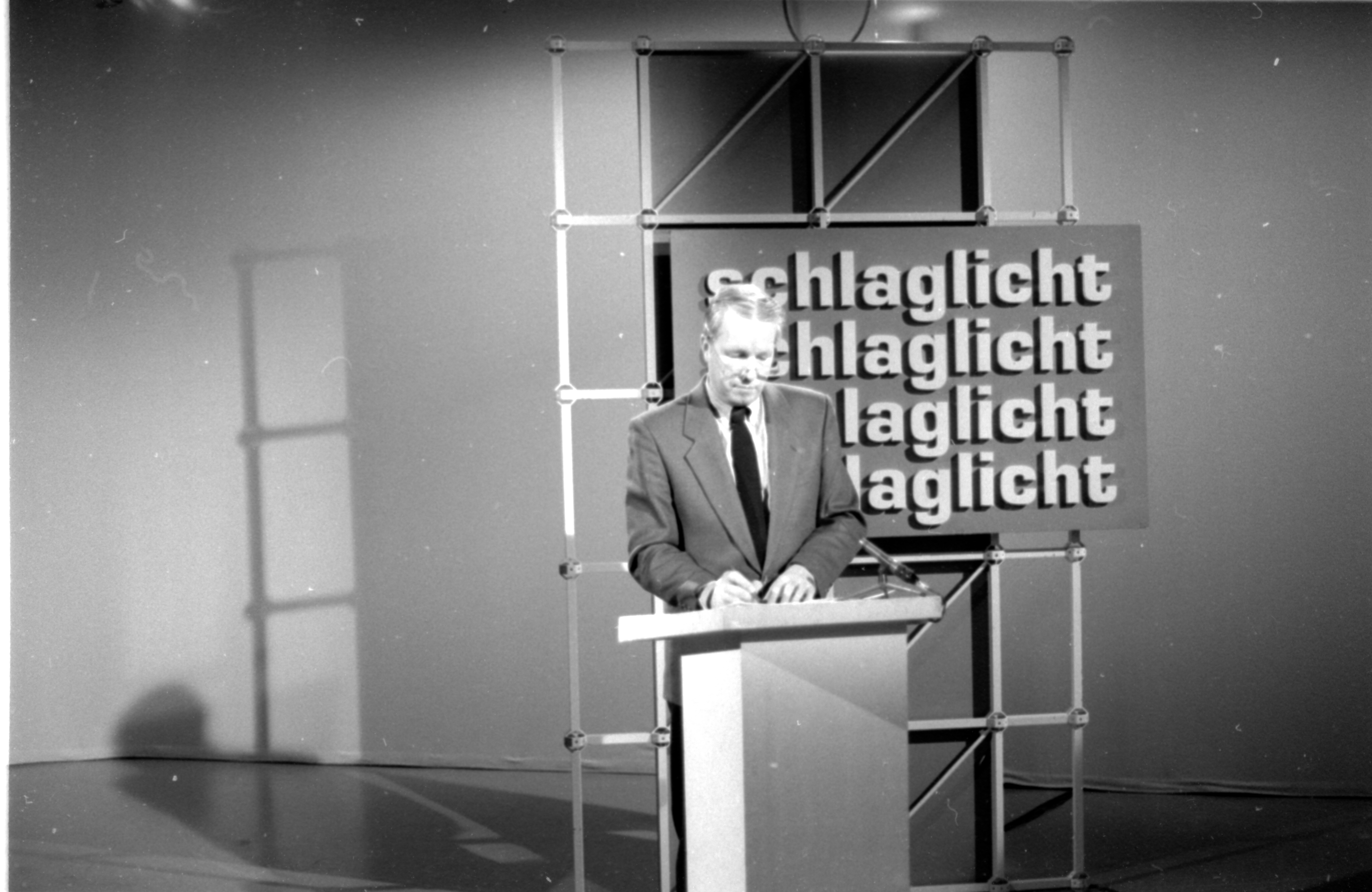
Reinhard Kleinmann während der Moderation von „Schlaglicht“ 1989 im Studio Bonn

Reinhard Kleinmann (* 1. Januar 1933 in Münster, Westfalen; † 22. März 2009 in Hechingen, Zollernalbkreis) war ein deutscher Programmdirektor. Zuletzt war er bis 1993 Chefredakteur des Südwestfunks.
Kleinmanns Reportagen wie Report Baden-Baden haben das Fernsehen über Jahre mitgeprägt bzw. bestimmend geprägt.
SWR-Fernsehdirektor Bernhard Nellessen würdigte Kleinmann als „Profi der politischen Berichterstattung“.